# Caixa Económica de Angra do Heroísmo
A Caixa Económica de Angra do Heroísmo (1844—1991), também conhecida como Caixa Económica Angrense, foi uma instituição bancária, com inspiração no movimento mutualista e na filosofia da economia social de Friedrich Wilhelm Raiffeisen, que teve um importante papel sócio-económico em Angra do Heroísmo, financiando os pequenos investimentos dos empresários locais e apoiando algumas das mais emblemáticas instituições de beneficência da ilha Terceira.

## Historial
A Caixa Económica Angrense foi fundada em 28 de Dezembro de 1844 por iniciativa de Nicolau Anastácio de Bettencourt, então governador civil do Distrito de Angra do Heroísmo. A abertura da instituição ocorreu a 3 de Março de 1845, data em que se celebrava o aniversário do desembarque do imperador D. Pedro em Angra e em que foi lançada a primeira pedra do obelisco da Memória a D. Pedro IV, no alto onde se localizava o antigo  Castelo dos Moinhos.
A instituição tinha como propósito a promoção do progresso económico da Terceira através do desenvolvimento do espírito de economia e o auxílio às instituições de beneficência e às que concorressem para o aperfeiçoamento intelectual, moral e físico do povo terceirense. Também concedia bolsas de estudo e prémios aos estudantes que concluíam o ensino secundário com melhores notas. Para cumprir esses objectivos, os seus lucros não eram divididos pelos sócios e os depositantes eram representados por delegados na assembleia geral da instituição.
Para além de importantes auxílios que concedeu a instituições de beneficência, cultura e recreio, financiou a construção de diversos imóveis emblemáticos da cidade de Angra, entre os quais a sede da Cozinha Económica Angrense e a reconstrução, em 1924, do Teatro Angrense.
Por iniciativa de José Júlio da Rocha Abreu, que foi seu presidente durante mais de 21 anos, financiou o primeiro bairro de casas económicas que se construiu na ilha Terceira, o Bairro do Corpo Santo.
Considerada instituição de utilidade pública, foi galardoada com o grau de grande oficial da Ordem da Instrução e da Benemerência.
A 26 de Janeiro de 1991 a instituição foi integrada na Caixa Económica da Misericórdia de Angra do Heroísmo, instituição que prossegue objectivos similares no contexto da Santa Casa da Misericórdia de Angra do Heroísmo.